# 弓水狼蛛
弓水狼蛛（学名：Pirata praedatoria）为狼蛛科水狼蛛属的动物。在中国大陆，分布于河北、北京、湖南、安徽、浙江、江苏、山东等地。该物种的模式产地在河北。